# Lissaulicus laevis
Lissaulicus laevis là một loài bọ cánh cứng trong họ Cleridae. Loài này được C.O. Waterhouse miêu tả khoa học năm 1879.